# Csongrád-Csanád
Pour les articles homonymes, voir Csongrád (ville).
Csongrád-Csanád est un comitat du sud-est de la Hongrie. Il fait partie de l'Eurorégion Danube-Criș-Mureș-Tisa.

## Nom et attributs

### Héraldique
| Blason de Csongrád-Csanád | Blason  | |
| Blason de Csongrád-Csanád | Détails | Les armoiries de Csongrád sont composées de plusieurs pièces hérités des territoires à partir desquels le comitat a été formé, à savoir les anciens comitats de Csongrád, Csanád et Torontál, ainsi que des clans Bár-Kalán (lion) et Csanád (faucon). - Csanád - Csongrád - Torontál - Clan Bár-Kalán - Clan Csanád Statut officiel |

Csanád
Csongrád
Torontál
Clan Bár-Kalán
Clan Csanád

## Organisation administrative

### Districts
Jusqu'en 2013, le comitat était divisé en micro-régions statistiques (kistérség). À la suite de la réforme territoriale du 1er janvier 2013, elles ont été remplacées par les districts (járás) qui avaient été supprimés en 1984. Désormais, le comitat est subdivisé en 11 districts :
| District                     | Siège            | Superficie | Population | Localités |
| ---------------------------- | ---------------- | ---------- | ---------- | --------- |
| District de Csongrád         | Csongrád         | 339,24     | 22 633     | 4         |
| District de Hódmezővásárhely | Hódmezővásárhely | 707,77     | 56 902     | 4         |
| District de Kistelek         | Kistelek         | 410,20     | 18 152     | 6         |
| District de Makó             | Makó             | 688,85     | 44 481     | 15        |
| District de Mórahalom        | Mórahalom        | 561,71     | 29 535     | 10        |
| District de Szeged           | Szeged           | 741,10     | 206 605    | 13        |
| District de Szentes          | Szentes          | 813,84     | 41 058     | 8         |